# Občina Kostanjevica na Krki
Občina Kostanjevica na Krki je jednou z 212 občin ve Slovinsku. Nachází se v Posávském regionu na území historického Kraňska. Občinu tvoří 28 sídel, její rozloha je 58,3 km² a k 1. lednu 2017 zde žilo 2 425 obyvatel. Správním střediskem občiny je město Kostanjevica na Krki.

## Geografie
Občina Kostanjevica na Krki se nachází v jihovýchodní části Slovinska. Severní část území při řece Krka je nížinatá, s nadmořskou výškou zhruba od 150 m. Jižní část občiny zasahuje do pohoří Gorjanci, kde nadmořská výška přesahuje 900 m.

## Členění občiny
Občina se dělí na sídla: Avguštine, Dobe, Dobrava pri Kostanjevici, Dolnja Prekopa, Dolšce, Črešnjevec pri Oštrcu, Črneča vas, Globočice pri Kostanjevici, Gornja Prekopa, Grič, Ivanjše, Jablance, Karlče, Kočarija, Koprivnik, Kostanjevica na Krki, Male Vodenice, Malence, Orehovec, Oštrc, Podstrm, Ržišče, Sajevce, Slinovce, Velike Vodenice, Vrbje, Vrtača, Zaboršt.

## Okolí občiny
Sousedními občinami jsou: Krško na severu a na východě a Šentjernej na západě. Na jihu a jihovýchodě sousedí s Chorvatskem.